# Министерство национальной обороны Польши
Министерство национальной обороны (пол. Ministerstwo Obrony Narodowej, MON) — правительственное ведомство Польши, возглавляемое министром обороны. Во время Второй Польской Республики и Второй мировой войны оно называлось Министерством военных дел.
С 1991 года вместо военных возглавляется гражданскими лицами.
Бюджет Министерства на 2008 год — 23,7 млрд злотых (11 млрд долларов США).
С 13 декабря 2023 года пост министра занимает Владислав Косиняк-Камыш.

### Министры национальной обороны (ПНР)

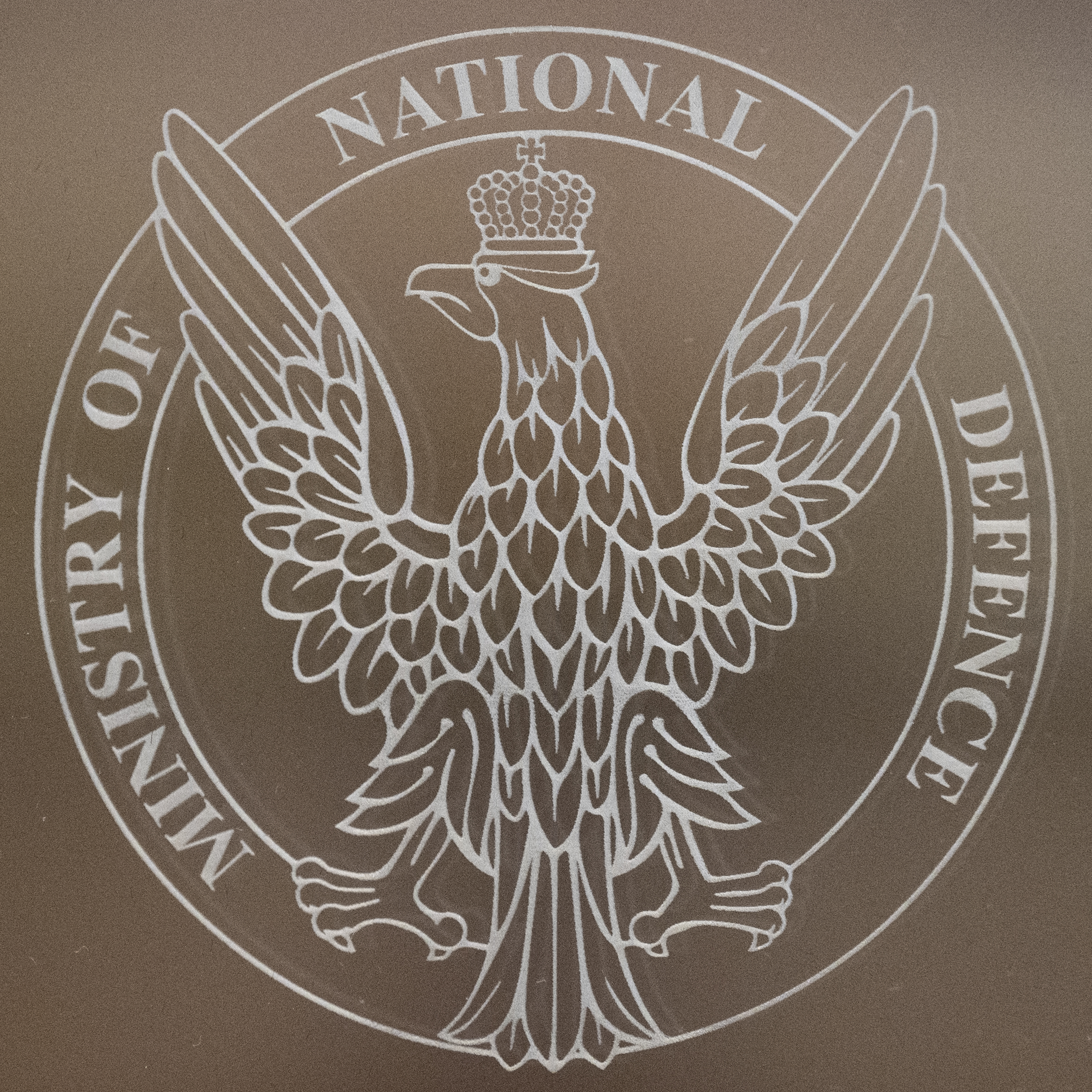

## Список министров

### Министры национальной обороны (с 1989 года)
- Януш Онышкевич (1997–2000)
- Бронислав Коморовский (2000–2001)
- Ежи Шмайдзиньский (19 октября 2001 – 31 октября 2005)
- Радослав Сикорский (Radosław Sikorski) — 31 октября 2005 — 7 февраля 2007)
- Александр Щигло (Aleksander Szczygło) — 7 февраля 2007 — 16 ноября 2007, включая 7—9 октября 2007
- Ярослав Качиньский (Jarosław Kaczyński) — 7–9 октября 2007 (как Премьер-министр и министр обороны)
- Богдан Клих (Bogdan Klich) — 16 ноября 2007 — 29 июля 2011
- Томаш Семоняк (Tomasz Siemoniak) — 2 августа 2011 — 12 ноября 2015
- Антоний Мацеревич (Antoni Macierewicz) — 16 ноября 2015 — 9 января 2018
- Мариуш Блащак (Mariusz Błaszczak) — 9 января 2018 — 13 декабря 2023
- Владислав Косиняк-Камыш (Władysław Kosiniak-Kamysz) — 13 декабря 2023 — н. в.